# 비로비잔역
비로비잔역(Биробиджан I вокзал)은 러시아 극동 연방관구 비로비잔에 있는 역으로, 시베리아 횡단철도의 철도역이다.
이 역에는 로시야 호 등 장거리 열차 및 근교 열차의 근거리 열차가 정차한다. 